# Douglas Bay (Lars-Christensen-Küste)
Die Douglas Bay ist eine Bucht an der Lars-Christensen-Küste des ostantarktischen Mac-Robertson-Lands. Sie liegt südwestlich der MacKenzie Bay und ist durch das Amery-Schelfeis ausgefüllt.
Die Benennung geht vorgeblich auf russische Wissenschaftler zurück. Der weitere Benennungshintergrund ist nicht überliefert.